# یواس‌اس کامفورت (ای‌ایچ-۳)
یواس‌اس کامفورت (ای‌ایچ-۳) (به انگلیسی: USS Comfort (AH-3)) یک کشتی بود که طول آن ۴۲۹ فوت ۱۰ اینچ (۱۳۱٫۰۱ متر) بود. این کشتی در سال ۱۹۰۶ ساخته شد.